# Katedrální chrám svaté Trojice (Niš)
Katedrální chrám svaté Trojice (srbsky Saborni hram; oficiálně srbsky Saborni hram Silaska Svetog Duha na Apostole) je sídlem Nišské eparchie Srbské pravoslavné církve. Po chrámu svatého Sávy a chrámu svatého Marka v Bělehradě je katedrální kostel v Niši třetím největším v zemi.
Nišská katedrála je nápadná jak svojí architekturou, tak ikonami. V chrámu se prolíná několik stylů: Srbsko-byzantský, románsko-byzantský, některé prvky jsou přejaté z turecké architektury. Zastoupena je ale také renesance a západní baroko.
Chrám byl budován od roku 1856 do roku 1878. O jeho realizaci se zasloužil Andreja Damjanov z Velesu, s nímž byla v roce 1857 podepsána smlouva ze strany města Niš o výstavbě svatostánku. Vzniknout měla trojlodní bazilika s pěti věžemi. V roce 1880 obdržel kostel celkem pět zvonů jako oficiální dar od tehdejšího srbského knížete.
Katedrální kostel v Niši byl těžce poškozen při spojeneckém bombardování v roce 1944 a při požáru v roce 2001.